# Kiridashi

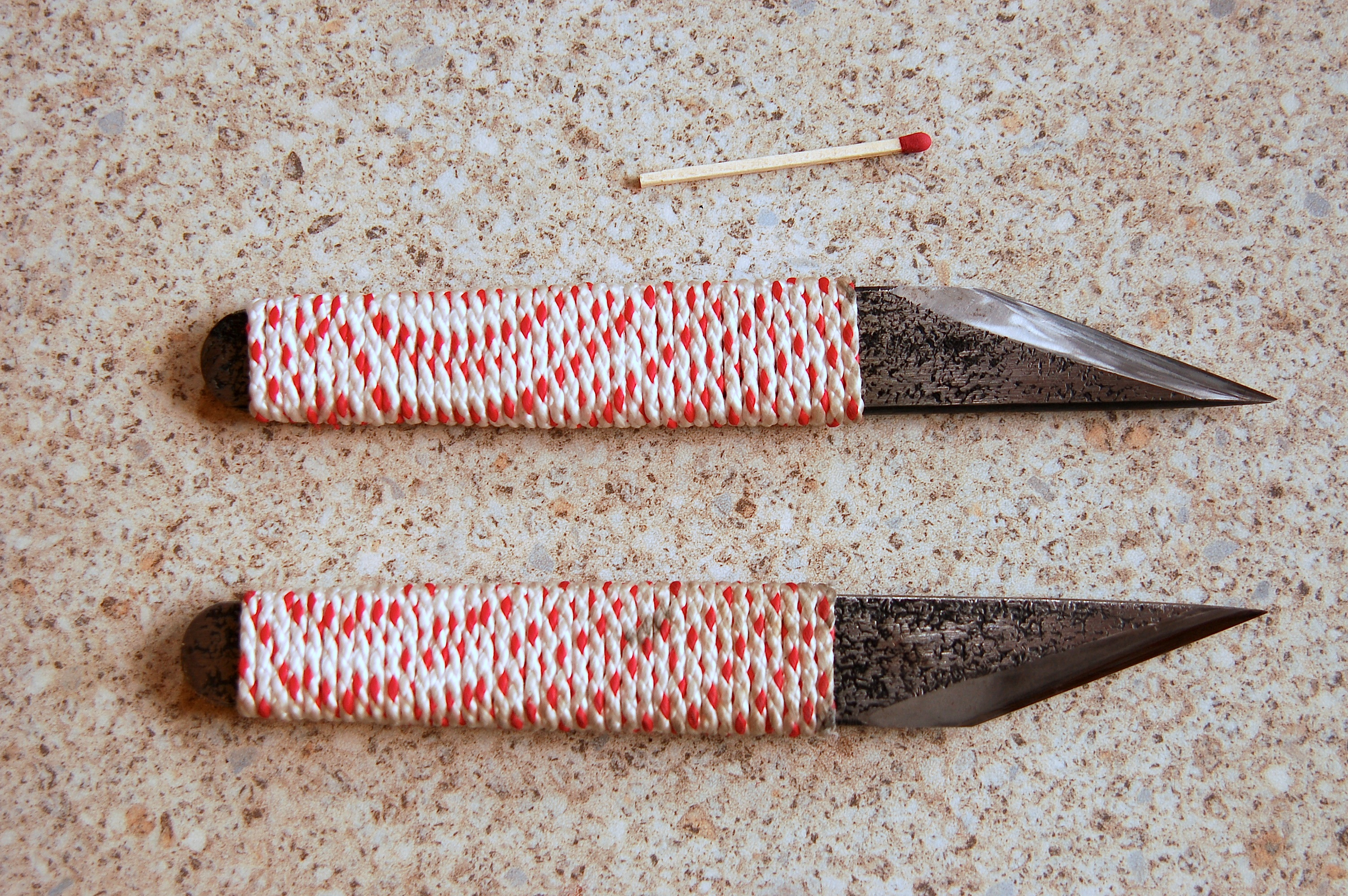
Kiridashi-kogatana, amb el bisell a la dreta i a l'esquerra, respectivament.

Un kiridashi (jap. 切り出し o 切出し; designacions alternatives: Kiridashi-kogatana 切り出し小刀 o Kiridashi-naifu 切り出しナイフ) és un tipus de ganivet japonès, que es caracteritza per estar compost únicament per una fulla de tres capes soldades amb una vora tallant en angle. Depenent de l'aplicació, el gruix de la fulla i l'alçada de la fulla poden variar. Els kiridashi solen ser rectes, però també n’hi ha amb forma corba o de peix.
Els kiridashi estan disponibles en tots els rangs de preus, des d'uns centenars fins a varis milers de iens.

## Fulla
La fulla consisteix normalment d'una làmina d'acer, és a dir, una capa de tall d'acer d'alta duresa (en el cas de les peces de col·leccionista de Tamahagane), que està fusionada amb almenys una capa de suport feta d'un ferro menys dur, en el cas de ganivets més cars, sobretot el Suminagashi. Les fulles sòlides formen una sola peça de tres capes, consistent en dues fulles fusionades a banda i banda de la fulla de tall d'acer dur, que és al centre. Les fulles  tipus Monostahl, especialment les d'acer inoxidable, són bastant rares.
El bisell és fet gairebé sempre al costat dret de la fulla. Les fulles amb bisell individual permeten tallar en línia recta emprant un regle com guia precisa. A més, es poden aconseguir superfícies molt planes quan es talla pel costat pla de la fulla. També hi ha kiridashi per als esquerrans, que són esmolats al costat esquerre.
L'angle de tall s'adapta (així com la forma de la fulla) a la tasca particular a que es dediqui i sol estar entre 20° (treball fi) i 40° (treball més bast). El kiridashi es pot esmolar molt fi per raó de construcció de la fulla, tot i que per aquest motiu també és molt sensible.

## Mànec i funda
A part dels models tradicionals amb mànec de fusta o els moderns amb mànec de plàstic, sovint hi ha molts models en els que la fulla bàsica es troba embolicada amb cordons, corretges de pell o paracord prim per tal de protegir i millorar l'empunyadura.
També hi ha ganivets plegables amb una fulla kiridashi, i altres amb mànec i funda de fusta, però ambdós casos són una excepció.

## Ús
- El Kiridashi s'utilitza en l'artesania i processament de la fusta per elaborar, embotir i tallar. També és utilitzat pels "bricoleurs" per a ratllar de forma precisa en comptes d'un Shirabiki.
- En la feina diària, per tallar directament cartró i paper, el Kiridashi-kogatana és molt millor que un cúter de precisió, ja que la fulla no gira ni es doblega.
- A part del Higonokami es va fer servir per fer punta als llapis i llapis de colors, abans de la proliferació de les maquinetes de fer punta.
- En els vivers de plantes, el Kiridashi s'utilitza per a diversos treballs d'empelt, quan es necessita un tall tant net i suau com sigui possible.
- En la cuina japonesa, s'utilitza el Kiridashi per a tallar els d'aliments de forma decorativa, i a Osaka s'utilitza una forma especial de Kiridashi com Unagisaki hōchō..

## Equivalent europeu
El kiridashi té el seu equivalent en una ganiveta molt similar emprada a tot Europa pels artesans sabaters en la fabricació i reparació de sabates com a eina principal. El nom d'aquesta ganiveta en català és falcilla, en espanyol trinchete, en francès tranchet, en italià trincetto, en alemany Kneip i en anglès Shoe knife.

## Kiridashi com a moda
Fora del Japó, als Estats Units o fins i tot a Europa, hi ha una tendència a reinterpretar el disseny tradicional del kiridashi. Els artesans com Todd Begg, Fred Perrin i Jesper Voxnæs tenen, des de fa temps, variants de kiridashi als seus repertoris de ganivets.
Per augmentar-ne les vendes, les fulles d'estil kiridashi solen estar embolicades amb un cordó o Paracord amb forma de mànec i s'ofereixen com a "ganivet tàctic" o fins i tot com a "ganivet de combat".